# Distribución de válvula de Stephenson

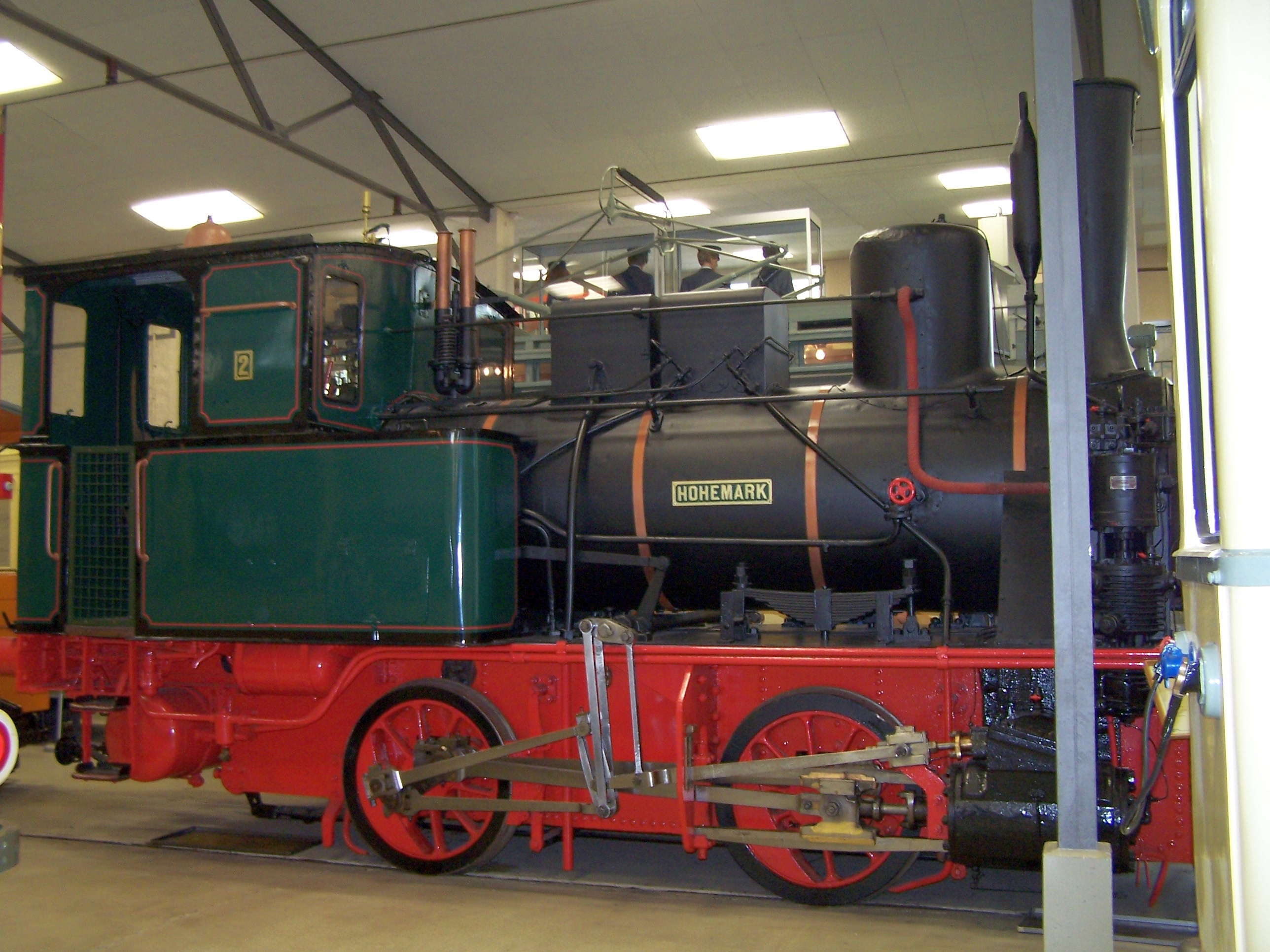
Locomotora Hagans Bn2t, donde es claramente visible la distribución Stephenson.

Animación de un enlace Stephenson.

En mecánica, la distribución de válvula de Stephenson (enlace Stephenson) es un diseño simple de manejo de válvulas que fue ampliamente utilizado alrededor del mundo en toda clase de máquinas de vapor. Su nombre proviene de Robert Stephenson, pero fue inventado por sus empleados, el dibujante William Howe y el tornero William Williams en Newcastle upon Tyne.

## Descripción
| Orden   | 1      | 2               | 3         | 4                 | Embarcación | Embarcación   |
| ------- | ------ | --------------- | --------- | ----------------- | ----------- | ------------- |
| Español | Pistón | Biela de pistón | Cruceta   | Biela de conexión | 5           | Cigüeñal      |
| Español |        |                 |           |                   | 6           | Eje de Hélice |
| Español | 7      | Hélice          |           |                   |             |               |
| Inglés  | Piston | Piston rod      | Crosshead | Connecting rod    | 5           | Crankshaft    |
| Inglés  |        |                 |           | 6                 |             |               |
| Inglés  | 7      | Propeller       |           |                   |             |               |